# Honda NSX (2016)

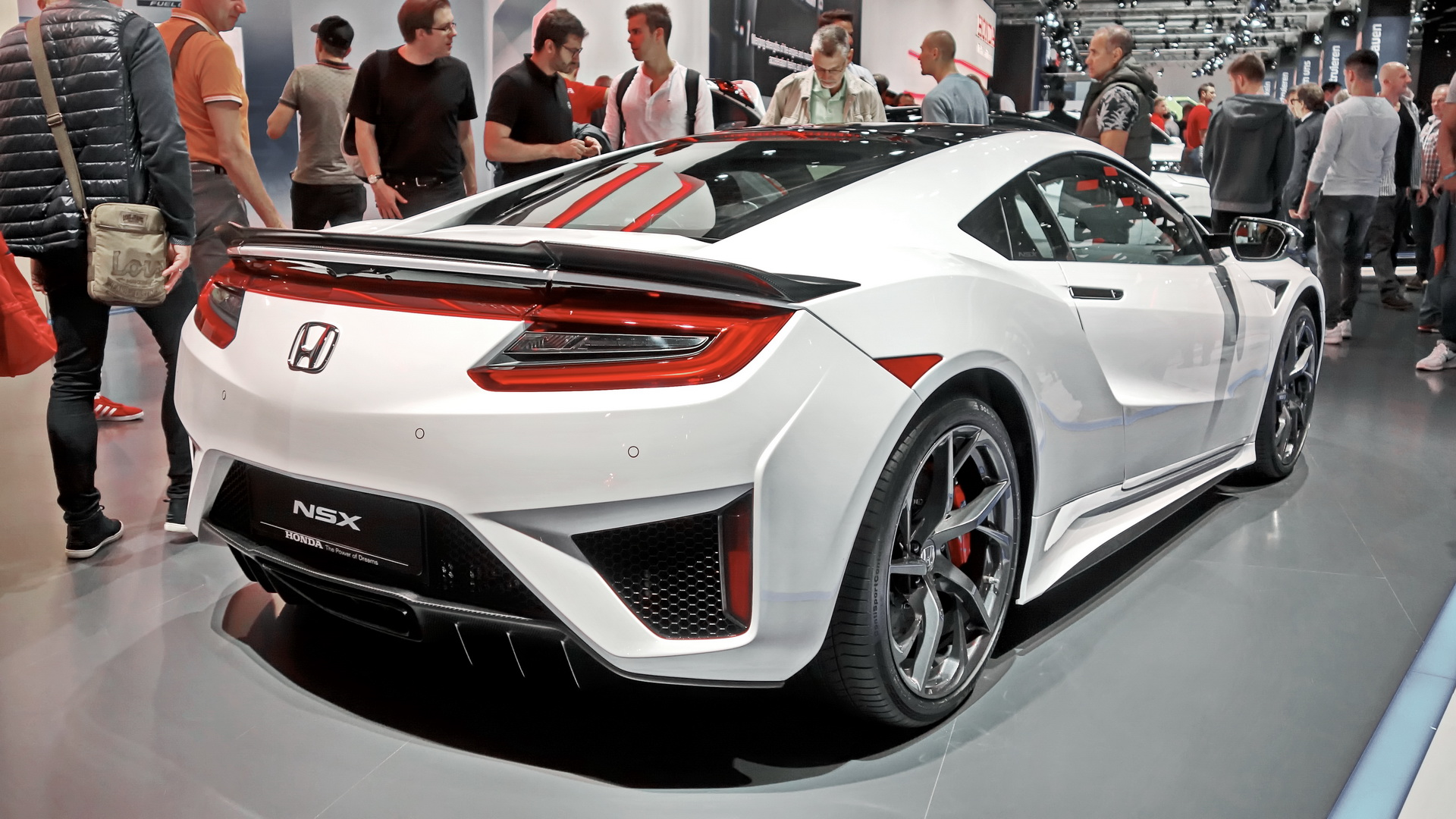
Heckansicht

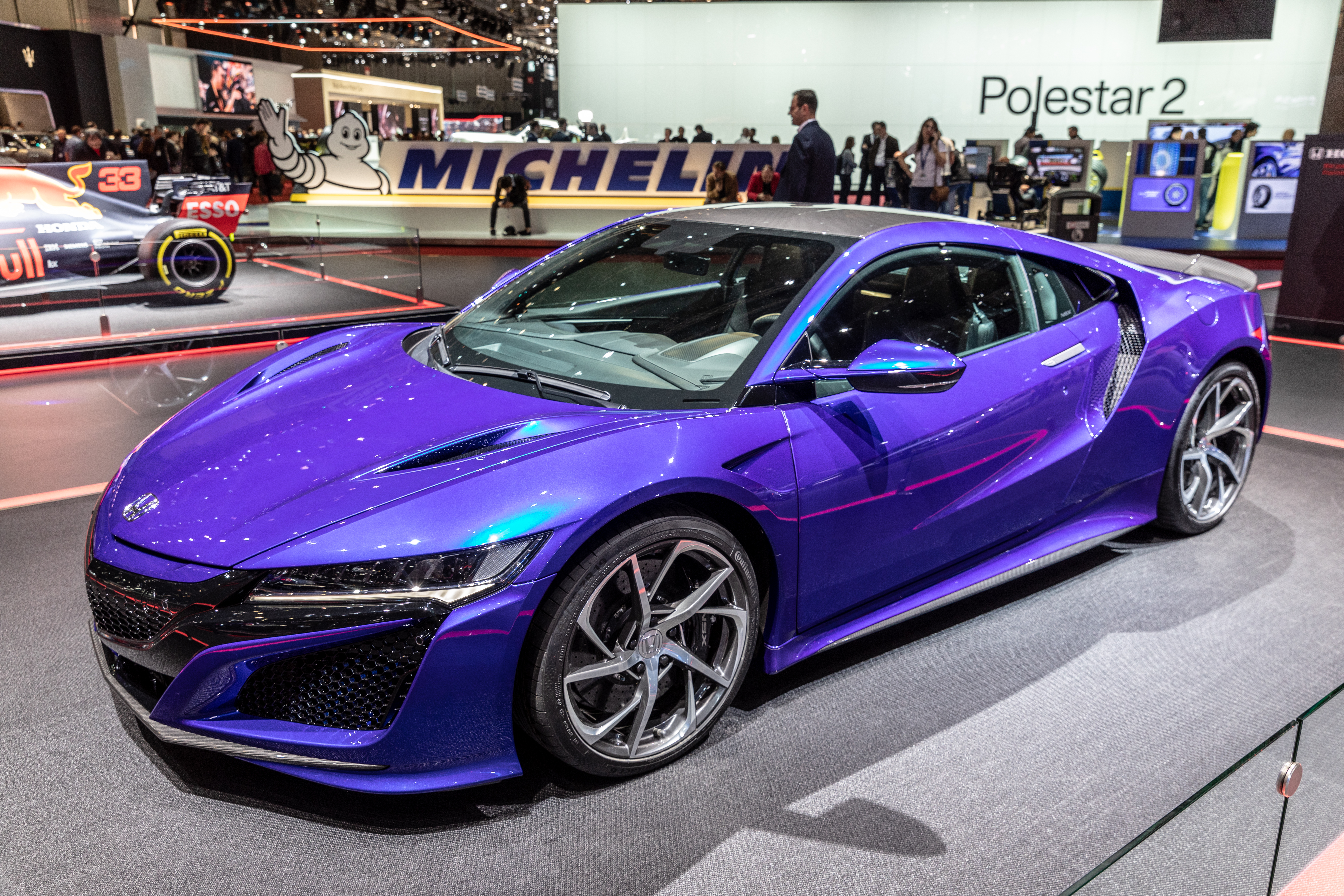
Seitenansicht

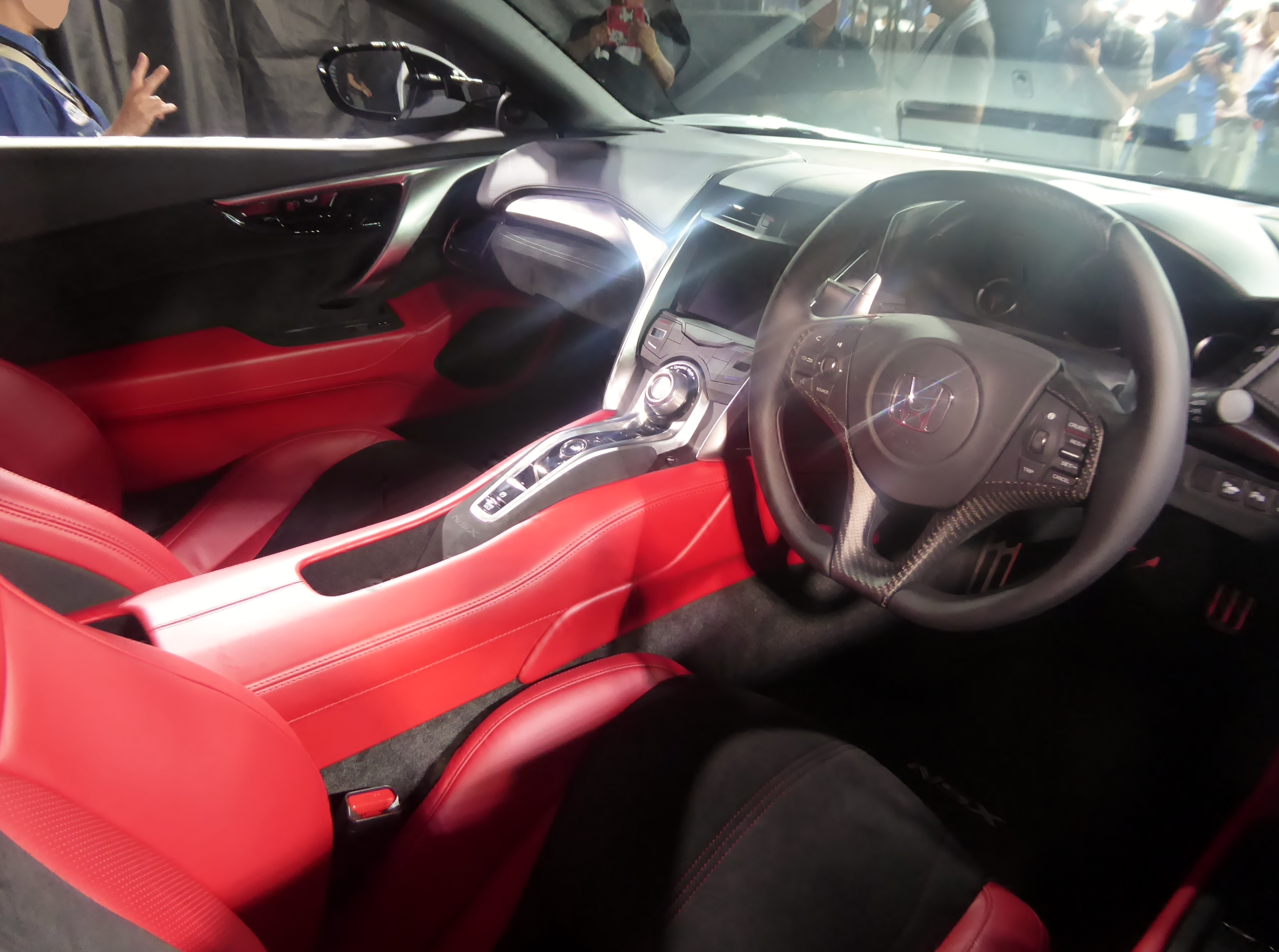
Innenraum

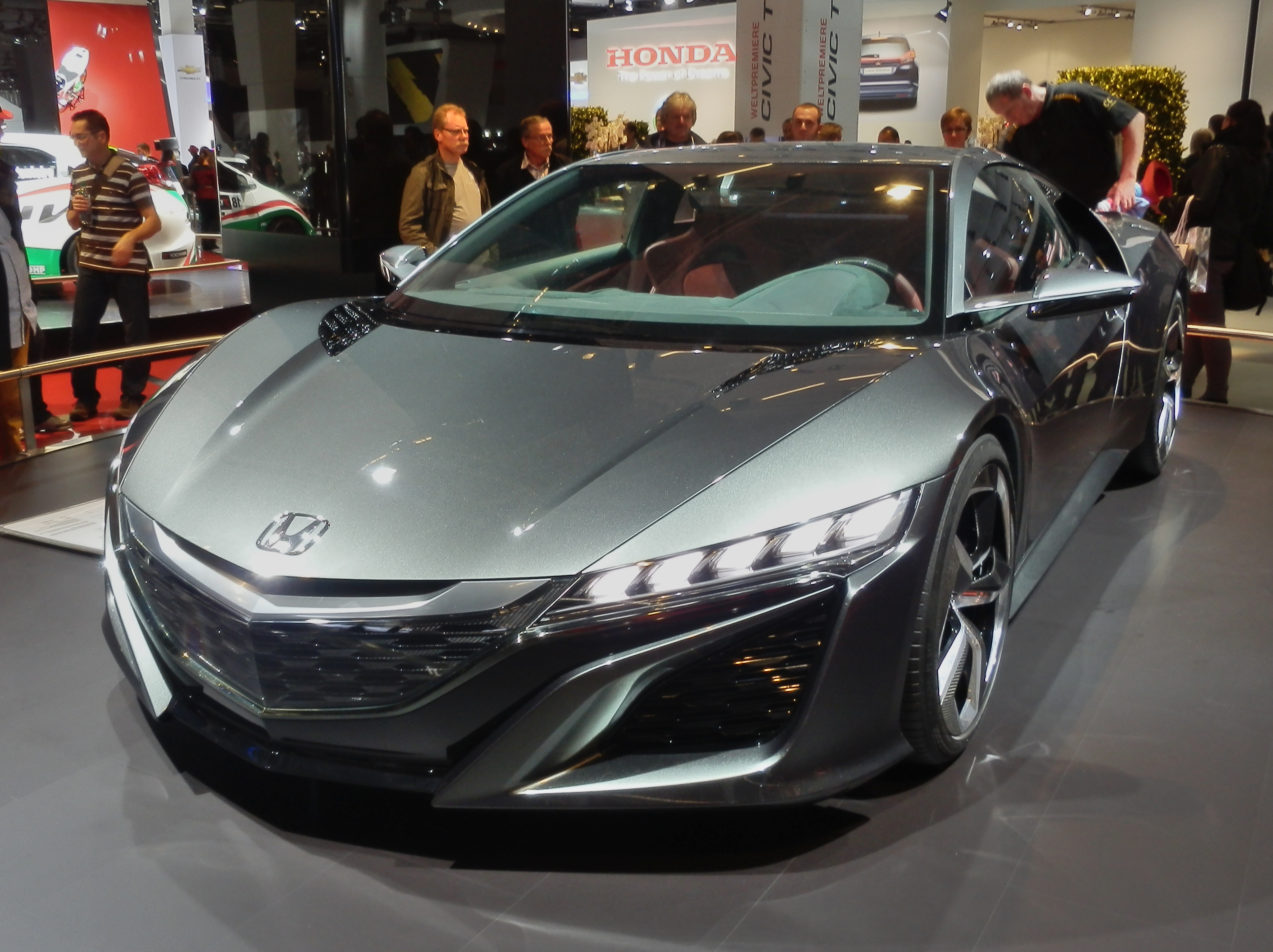
Honda NSX Concept auf der IAA 2013

Die dritte Generation des Honda NSX ist ein Mittelmotor-Hybrid-Sportwagen des japanischen Automobilherstellers Honda, der in Marysville (Ohio) in den Vereinigten Staaten entwickelt und produziert wurde. Der Antriebsstrang wurde im japanischen Tochigi entwickelt und in Anna, Ohio gefertigt. Jährlich sollten etwa 1.500 Fahrzeuge hergestellt werden. Die Verkaufszahlen blieben jedoch deutlich hinter den Erwartungen zurück. In Nordamerika und China wurde das Fahrzeug unter dem Markennamen Acura vertrieben. Als Vorgänger gilt das zwischen 1990 und 2005 gebaute gleichnamige Modell.

## Geschichte
Das erste Serienfahrzeug wurde am 29. Januar 2016 für rund 1,2 Millionen US-Dollar verkauft. In Deutschland konnte er ab April 2016 zu Preisen um 180.000 € bestellt werden, die ersten Modelle wurden im Herbst 2016 ausgeliefert. Im August 2018 wurde eine überarbeitete Version des NSX präsentiert. Das Facelift umfasst ein überarbeitetes Chassis, neue Reifen und neue Farben. Außerdem wurde der Antrieb optimiert.
Im August 2021 wurde eine auf 350 Stück limitierte Type S-Variante des NSX vorgestellt. Im Anschluss an deren Produktion wurde die Fertigung des NSX im November 2022 eingestellt. Ein Großteil der Fahrzeuge war dabei für die Vereinigten Staaten bestimmt. In einigen Ländern wurde der NSX bereits früher vom Markt genommen.

## Technische Daten
| Kenngrößen                                  | NSX                                                      | NSX Type S                                            |
| ------------------------------------------- | -------------------------------------------------------- | ----------------------------------------------------- |
| Bauzeitraum                                 | 07/2016–08/2021                                          | 08/2021–11/2022                                       |
| Motorkenndaten                              |                                                          |                                                       |
| Motortyp                                    | Bi-Turbo-aufgeladener V6-Ottomotor + 3 Elektromotoren    | Bi-Turbo-aufgeladener V6-Ottomotor + 3 Elektromotoren |
| Hubraum                                     | 3493 cm³                                                 | 3493 cm³                                              |
| Bohrung × Hub                               | 91,0 mm × 89,5 mm                                        | 91,0 mm × 89,5 mm                                     |
| Verdichtungsverhältnis                      | 10,0 : 1                                                 | 10,0 : 1                                              |
| max. Leistung Verbrennungsmotor             | 373 kW (507 PS) bei 6500–7500/min                        | 388 kW (527 PS) bei 6500–6850/min                     |
| max. Leistung Elektromotoren                | 35 kW (48 PS) + 2 × 27 kW (37 PS)                        | 35 kW (48 PS) + 2 × 27 kW (37 PS)                     |
| Leistung Gesamtsystem                       | 427 kW (581 PS)                                          | 447 kW (608 PS)                                       |
| max. Drehmoment Verbrennungsmotor           | 550 Nm bei 2000–6000/min                                 | 601 Nm bei 2300–6000/min                              |
| max. Drehmoment Elektromotoren              | 148 Nm + 2 × 74 Nm                                       | 148 Nm + 2 × 74 Nm                                    |
| Drehmoment Gesamtsystem                     | 646 Nm                                                   | 667 Nm                                                |
| Kraftübertragung                            |                                                          |                                                       |
| Antrieb, serienmäßig                        | Allradantrieb                                            | Allradantrieb                                         |
| Getriebe, serienmäßig                       | 9-Gang-Doppelkupplungsgetriebe                           | 9-Gang-Doppelkupplungsgetriebe                        |
| Messwerte                                   |                                                          |                                                       |
| Höchstgeschwindigkeit                       | 308 km/h                                                 | 308 km/h                                              |
| Beschleunigung, 0–100 km/h                  | 2,9 s                                                    | 2,9 s                                                 |
| Kraftstoffverbrauch auf 100 km (kombiniert) | 10,0 l Super                                             |                                                       |
| CO2-Emission (kombiniert)                   | 228 g/km                                                 |                                                       |
| Abgasnorm nach EU-Klassifikation            | Euro 6d Euro 6d-TEMP (bis 12/2019) Euro 6b (bis 08/2018) |                                                       |

## Motorsport
Außerdem entwickelte Honda auf Basis des NSX einen Rennwagen nach dem FIA-GT3-Reglement. Dieser wurde ab 2017 vorerst nur in Nordamerika eingesetzt. Daher wird der Rennwagen als Acura NSX GT3 bezeichnet. Aufgrund des GT3-Reglements muss Honda beim NSX GT3 jedoch auf den Allradantrieb und den Hybridantrieb verzichten.